# Ореховец Радобојски
Ореховец Радобојски је насељено место у саставу општине Радобој у Крапинско-загорској жупанији, Хрватска. До територијалне реорганизације у Хрватској налазио се у саставу старе општине Крапина.

## Становништво
На попису становништва 2011. године, Ореховец Радобојски је имао 282 становника.

## Попис1991.
На попису становништва 1991. године, насељено место Ореховец Радобојски је имало 282 становника, следећег националног састава:
| Попис 1991.‍ | Попис 1991.‍ | Попис 1991.‍ | Попис 1991.‍ | Попис 1991.‍ |
| ----------- | ----------- | ----------- | ----------- | ----------- |
|             |             |             |             |             |
| Хрвати      | Хрвати      |             | 281         | 99,64%      |
| непознато   | непознато   |             | 1           | 0,35%       |
| укупно: 282 |             |             |             |             |